# Marianne Lutz
Marianne Lutz (* 14. Juli 1939 in Berlin-Dahlem; † 4. Juli 2018 in Berlin) war eine deutsche Synchronsprecherin.

## Leben
Lutz wurde unter anderem regelmäßig für die Synchronisation von Lily Tomlin, Geraldine Chaplin, Ann-Margret, Sandra Dee und Natalie Wood eingesetzt. Außerdem war sie für die Synchronisation von Helen Michaels in der Serie Still Standing bekannt. In seltenen Fällen konnte man sie auch in Film- und Fernsehauftritten vor der Kamera sehen: Im Kindesalter spielte sie im Film ... und über uns der Himmel (1947) die Rolle der kleinen Helga, später war sie u. a. im Fernsehfilm Krach im Hinterhaus (1963) und in einer Episode der Serie Die Firma Hesselbach (Folge 33: Der Urlaub vom 10. August 1962) zu sehen.
In einigen Online-Datenbanken wird Lutz mit der 1980 verstorbenen Tänzerin und Choreographin Marianne Lutz-Pastré (geb. Marianne Pastré) verwechselt.

## Synchronarbeiten (Auswahl)
Ann–Margret
- 1963: Bye Bye Birdie als Kim McAfee
- 1964: Drei Mädchen in Madrid als Fran Hobson
- 1964: Das Mädchen mit der Peitsche als Jody Dvorak
- 1965: Cincinnati Kid als Melba
- 1965: Millionenraub in San Francisco als Kristine Pedak
- 1965: Widersteh, wenn du kannst als Laurel
- 1966: Paris ist voller Liebe als Maggie Scott
- 1966: San Fernando als Dallas

Geraldine Chaplin
- 1980: Mord im Spiegel als Ella Zielinsky
- 1991: Duell der Leidenschaften als Mrs. Miller

Lee Remick
- 1968: Der Detektiv als Karen Leland
- 1977: Telefon als Barbara
- 1978: Der Schrecken der Medusa als Dr. Zonfeld
- 1979: Von Liebe zerrissen als Diane Conti
- 1986: Das Bluterbe als Alicia Browning

Lily Tomlin
- 1981: Die unglaubliche Geschichte der Mrs. K. als Pat Kramer/Judith Beasley
- 1988: Zwei mal zwei als Rose Ratliff/Rose Shelton
- 1996: Schwer verdächtig als Inga Mueller
- 1998: Jagabongo – Eine schrecklich nette Urwaldfamilie als Ruth Allen
- 2004: I Heart Huckabees als Vivian
- 2007: The Walker als Abigail Delorean
- 2010: Damages – Im Netz der Macht (Fernsehserie) als Marilyn Tobin

Natalie Wood
- 1952: Nur für dich als Barbara Blake
- 1966: Dieses Mädchen ist für alle als Alva Starr
- 1969: Bob & Caroline & Ted & Alice als Carol Sanders

Sandra Dee
- 1959: April entdeckt die Männer als April
- 1959: Die Sommerinsel als Molly Jorgenson
- 1961: Happy End im September als Sandy
- 1962: ...gefrühstückt wird zu Hause als Chantal Stacey

### Filme
- 1959: Carol Lynley in Ferien für Verliebte als Betsy Dean
- 1962: Diane Baker in Der Löwe von Sparta als Ellas
- 1962: Sue Lyon in Lolita als Dolores „Lolita“ Haze
- 1963: Diane Baker in Die Zwangsjacke als Carol Harbin
- 1963: Mimsy Farmer in Sommer der Erwartung als Claris Coleman
- 1963: Stefanie Powers in MacLintock als Becky
- 1964: Françoise Dorléac in Abenteuer in Rio als Agnès Villermosa
- 1964: Sue Lyon in Die Nacht des Leguan als Charlotte Goodall
- 1965: Françoise Dorléac in Dschingis Khan als Bortei
- 1966: Suzanna Leigh in Südsee–Paradies als Judy Hudson
- 1966: Katharine Ross in Dominique – Die singende Nonne als Nicole
- 1966: Catherine Spaak in Die unglaublichen Abenteuer des hochwohllöblichen Ritters Branca Leone als Matelda
- 1969: Geneviève Bujold in Königin für tausend Tage als Anna Boleyn
- 1970: Frances de la Tour in Haferbrei macht sexy als Joanna Snow
- 1973: Jane Birkin in Das Grab der lebenden Puppen als Alta
- 1975: Jane Birkin in Der Tolpatsch mit dem sechsten Sinn als Janet
- 1975: Susan George in Mandingo als Blanche
- 1978: Geneviève Bujold in Coma als Dr. Susan Wheeler
- 1980: Sharon Farrell in Der Lange Tod des Stuntman Cameron als Denise
- 1980: Lina Romay in Mondo Cannibale 3 – Die blonde Göttin der Kannibalen als Ana
- 1982: Miriam Flynn in Ich glaub’ mein Straps funkt SOS als Bunny Packard
- 1987: Kelly Bishop in Dirty Dancing als Marjorie Houseman
- 1989: Ronee Blakley in Ein Tag für die Liebe – Someone to Love als Begleiterin
- 1995: Leslie Lyles in Die Frau meines Lehrers als Elaine Boomer
- 1996: Geneviève Bujold in Die Legende von Pinocchio als Leona
- 1999: Jayne Eastwood in Resurrection – Die Auferstehung als Dolores Koontz
- 1999: Estelle Parsons in Willkommen in Freak City als Mrs. Stanapolous
- 2001: Pat Crawford Brown in Diese alten Biester als Miriam
- 2005: Cicely Tyson in Winn–Dixie – Mein zotteliger Freund als Gloria
- 2008: Beth Grant in Hide – Liebe ist die Hölle als Candy

### Serien
- 1980: Bibi Besch in Weißes Haus, Hintereingang als Marguerite LeHand
- 1981: Carol Lynley in Hart aber herzlich als Ann-Marie Fabro
- 1986: Samantha Eggar in Starsky & Hutch als Charlotte Connery
- 1989: Bibi Besch in Drei Engel für Charlie als Carrie Jo Evans
- 1989: Bibi Besch in Cagney & Lacey als Mrs. Getlin
- 2002–2008: Paul Tibbitt in SpongeBob Schwammkopf als Mama Krabs
- 2006–2011: Grace Zabriskie in Big Love als Lois Henrickson
- 2008: Gina Hecht in Dexter als Mrs. Tucci